# Pixeline Skolehjælp: Dinosaurer – De frygtelige øgler
 Pixeline Skolehjælp: Dinosaurer - De frygtelige øgler  er det nittene spil i Pixeline Skolehjælp serien. Spillet er fra 2009 og er udgivet af Krea Media. 
Spillet starter med at Pixelines lillebror bliver fanget af en dinosaurer, så Pixeline må frem og tilbage i tiden for at samle jordnødder til et gammlet egern, som ved hvor lillebror er. 
Opgaverne består bl.a. i at banke kød til en tandløs dinosaurer, vendespil og farvelægning. 
Til sidst når man har fundet en masse jordnødder, skal man så kæmpe mod en Dinosaurer, for at få lillebror fri.